# Kamjassana
Kamjassana (Irediparra gallinacea) är en sydostasiatisk och australisk fågel i familjen jassanor inom ordningen vadarfåglar.

## Utseende
Karakteristiskt för kamjassanan liksom för andra arter inom familjen är dess långa ben och mycket stora fötter med långa tår och klor som möjliggör för dem att gå omkring på flytande vegetation.
Kamjassanan är omisskännlig. Den har svart hjässa och nacke med en röd hudflik som täcker pannan, kontrasterande mot den vita kinden och strupe. På nedre delen av bröstet syns ett brett svart band. Ryggen och ovansidan av vingen är gråbrun med svarta täckare, övergump och stjärt samt svart vingundersida. Hanen är något mindre än honan, 20-22 cm mot 24-27 cm.

## Utbredning och systematik
Kamjassana placeras som enda art i släktet Irediparra. Den delas in i tre underarter med följande utbredning:
- I. g. gallinacea – södra Borneo, Sulawesi, Mindanao, Moluckerna och Små Sundaöarna
- I. g. novaeguinae – norra och centrala Nya Guinea, Misool och Aruöarna
- I. g. novaehollandiae – södra Nya Guinea, D'Entrecasteaux-öarna och norra och östra Australien

Vissa behandlar arten som monotypisk, det vill säga att den inte delas in i några underarter.
Genetiskt står den närmast den afrikanska dvärgjassanan, på lite längre avstånd orientaliska bronsjassanan samt de två afrikanska jassanorna i Actophilornis.

## Levnadssätt
Arten påträffas i sötvattensvåtmarker med riklig flytande vegetation som vattenhyacint eller näckrosor. Den lever av frön och vattenlevande insekter som den plockar från växtligheten eller vattenytan.
Kamjassanan är polyandrisk, på så vis att hanarna ruvar och tar hand om ungarna, medan honorna efter att ha parat sig med en första hane kan para sig med flera andra hanar.  Den bygger ett lite slarvigt bo där bon lägger fyra blekbruna ägg täckta med svarta fläckar. Enbart hanen ruvar. Ungarna lämnar boet strax efter häckning.

## Status och hot
Arten har ett stort utbredningsområde med en okänd populationsutveckling. Utifrån dessa kriterier kategoriserar IUCN arten som livskraftig (LC).